# Франц Хогенберг
Франц Хогенберг (нід. Frans Hogenberg; 1535, Мехелен — 1590, Кельн) — фламандський графік, гравер і картограф.
Хогенберг був одним з трьох дітей Йоганна Ніколауса Хогенберга (1500—1539) і його дружини Йоганн Ферстратен (пом. 1559). Ще в Мехелені Франц одружився з Катрін ван Бенен, від якої у нього було двоє дітей. Внаслідок релігійних переслідувань у 1564 році Хогенберг був змушений втекти з Нідерландів до Кельна. Тут він одружився вдруге (цивільним шлюбом), з Агнесою Ломар, від якої мав п'ять або шість дітей.
У 1568 році художник жив і працював в Антверпені, з 1570 кілька разів їздив до Лондона, але потім знову перебрався до Кельна.
У 1570 році на замовлення Абрагама Ортеліуса створив гравюри міст до його атласу Theatrum Orbis Terrarum.
В 1572 році Георг Браун почав видання атласу Civitates Orbis Terrarum («Міста Земної Кулі»), що містив більше 492 міських видів і карт, зроблених Хогенбергом. В зв'язку з руйнуваннями в містах Європи, що відбулися в період Тридцятирічної війни, гравюри Хогенберга є безцінним джерелом інформації про міській забудові в середньовічній Європі.

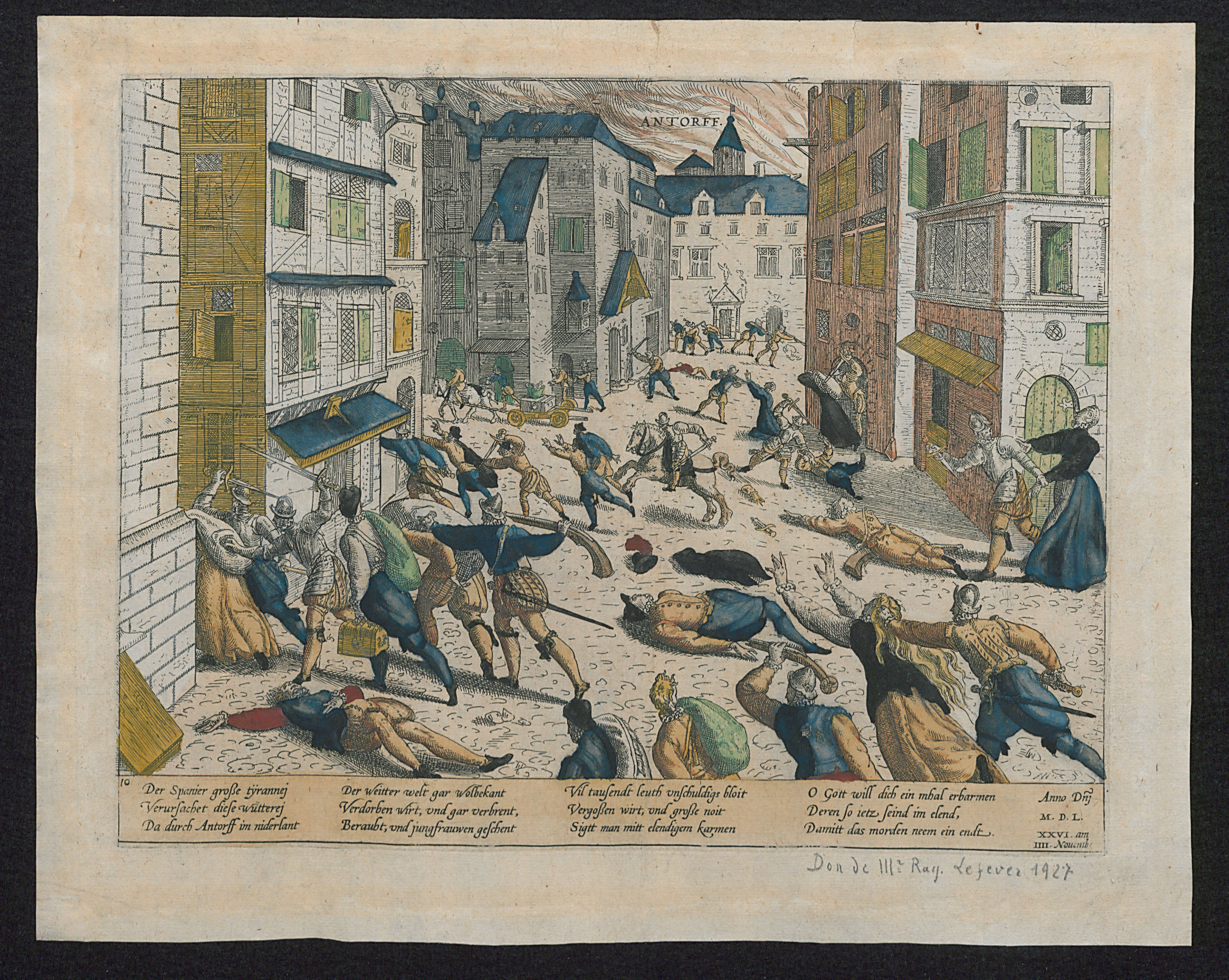
«Іспанська лють». Вбивства на вулицях Антверпена у 1576 році. Малюнок Франца Хогенберга

Прагнення документальності і точного відтворення деталей були фірмовим стилем Хогенберга як графіка. До того ж він малював не лише точно, а й швидко. І саме його можна назвати батьком «новинної гравюри» — малюнків, які розповідали про актуальні події. Гравюрами Хогенберга досьогодні ілюструють події європейської історії другої половини XVI сторіччя, зокрема Релігійних війн у Франції та Нідерландської революції. При цьому художник не приховував власного ставлення до зображуваних подій, тож малюнки Хогенберга є водночас прикладом візуальної пропаганди протестантів, якій «документальна» манера зображення додавала переконливості.
В 1579 році Хогенберг разом з дружиною був заарештований кельнською владою за участь в таємному зібранні віруючих-реформатів, але невдовзі його звільнили.
В 1586 році певний час жив у Гамбурзі.